# أوتو مورتنسن
أوتو مورتنسن (بالدنماركية: Otto Mortensen)‏ هو عالم موسيقى وملحن وعازف بيانو دنماركي، ولد في 18 أغسطس 1907 في كوبنهاغن في الدنمارك، وتوفي في 30 أغسطس 1986 في آرهوس في الدنمارك.
درس رفقة  knud jeppesen  و Darius Milhaud أصبح سنة 1937 مساعد مايسترو بالمسرح الملكي الدانماركي، ثم أستاذ مساعد بمعهد علم الموسيقى بجامعة آرهوس.

## وصلات خارجية
- أوتو مورتنسن على موقع IMDb (الإنجليزية)
- أوتو مورتنسن على موقع ميوزك برينز (الإنجليزية)
- أوتو مورتنسن على موقع ديسكوغز (الإنجليزية)